# Campionat del Món de motocròs 1963
La temporada de 1963 del Campionat del Món de motocròs fou la 7a edició d'aquest campionat, organitzat per la FIM. El calendari oficial constava de 12 Grans Premis, celebrats entre el 21 d'abril i el 8 de setembre.

## Sistema de puntuació
Barem de puntuació de 1952 a 1969:
| Posició | 1 | 2 | 3 | 4 | 5 | 6 |
| Punts   | 8 | 6 | 4 | 3 | 2 | 1 |

| Resultats que computen                         |
| 1/2 + 1 dels GP (cal acabar-hi les 2 mànegues) |

## 500 cc

### Classificació final

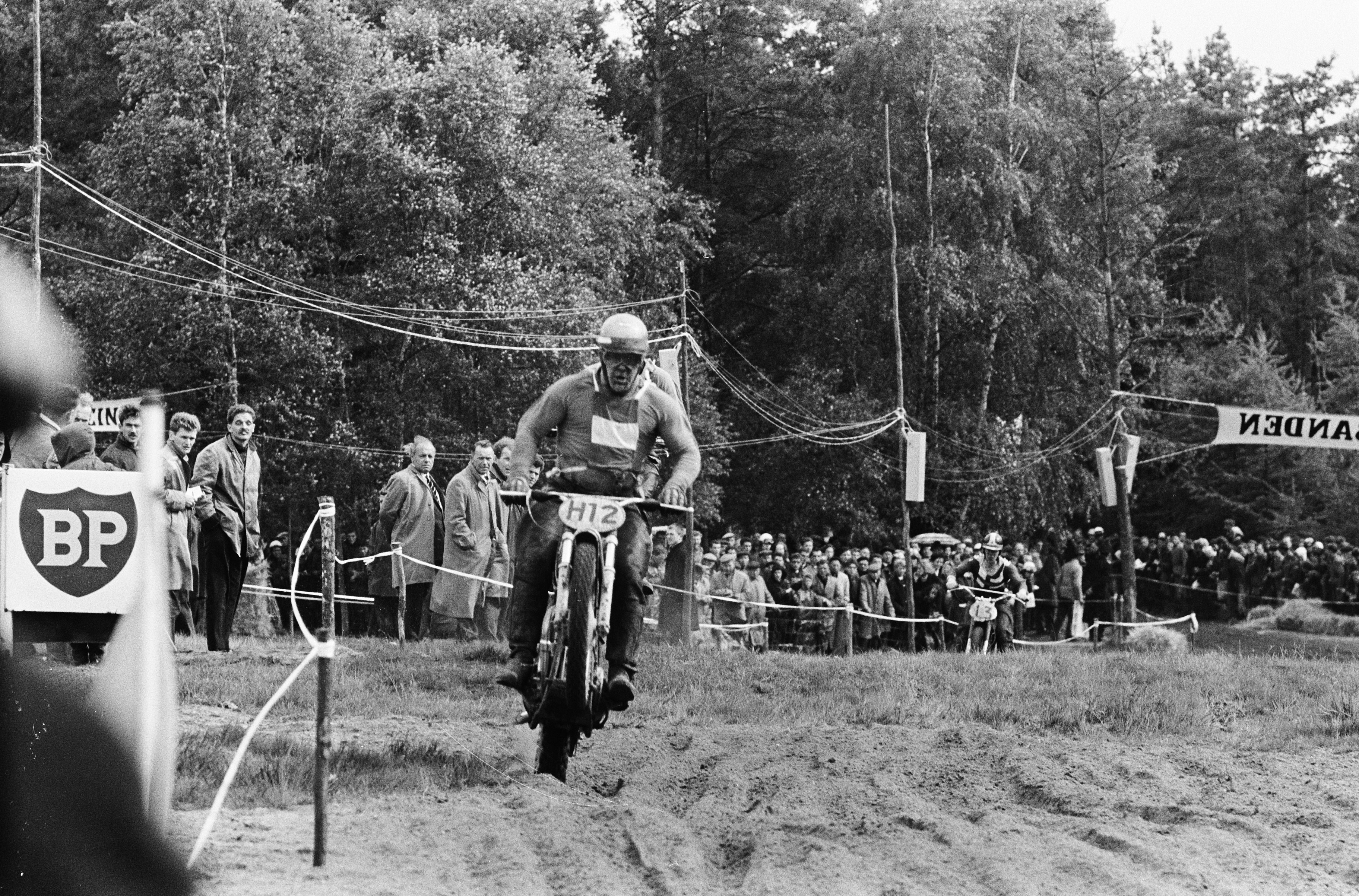
Broer Dirkx al GP dels Països Baixos de 500cc, disputat a Markelo el 19/5/1963

| Posició | Pilot            | Motocicleta     | Punts          |
| ------- | ---------------- | --------------- | -------------- |
| 1       | Rolf Tibblin     | Husqvarna       | 52 net/59 brut |
| 2       | Sten Lundin      | Lito            | 46 net/56 brut |
| 3       | Jeff Smith       | BSA             | 44 net/52 brut |
| 4       | Per Olaf Persson | Husqvarna       | 20 net/21 brut |
| 5       | Arthur Lampkin   | BSA             | 18             |
| 6       | Bill Nilsson     | BNS             | 17             |
| 7       | Ove Lundell      | Monark          | 13             |
| 8       | John Burton      | BSA             | 9              |
| 9       | Vlastimil Valek  | ČZ              | 6              |
| 10      | Ervín Krajcovic  | ESO             | 5              |
| 11      | Derek Rickman    | Métisse Triumph | 4              |

## 250 cc

### Classificació final
| Posició | Pilot           | Motocicleta | Punts          |
| ------- | --------------- | ----------- | -------------- |
| 1       | Torsten Hallman | Husqvarna   | 56 net/80 brut |
| 2       | Vlastimil Valek | ČZ          | 50 net/62 brut |
| 3       | Ígor Grigóriev  | ČZ          | 32 net/33 brut |
| 4       | Karel Pilar     | ČZ          | 24 net/26 brut |
| 5       | Jan Johansson   | Lindström   | 21             |
| 6       | Cenneth Loof    | Greeves     | 13             |
| 7       | Dave Bickers    | Greeves     | 12             |
| 8       | Alan Clough     | Greeves     | 10             |
| 9       | Olle Pettersson | Husqvarna   | 6              |
| 10      | Arne Kring      | Husqvarna   | 6              |

## Resum: Podi final 1963
|           | 500 cc       | 500 cc    | 250 cc          | 250 cc    |
| Campió    | Rolf Tibblin | Husqvarna | Torsten Hallman | Husqvarna |
| Subcampió | Sten Lundin  | Lito      | Vlastimil Valek | ČZ        |
| Tercer    | Jeff Smith   | BSA       | Ígor Grigóriev  | ČZ        |